# Dicranota stigma
Dicranota stigma är en tvåvingeart som först beskrevs av Alexander 1924.  Dicranota stigma ingår i släktet Dicranota och familjen hårögonharkrankar. Inga underarter finns listade i Catalogue of Life.